# Лыгденова, Вера Дашеевна
Ве́ра Даше́евна Лыгде́нова (1915―1990) ― советская бурятская драматическая актриса, оперная певица, Заслуженная артистка Бурят-Монгольской АССР, Заслуженная артистка РСФСР, солистка Бурятского театра оперы и балета имени Г. Цыденжапова.

## Биография
Родилась 15 ноября 1915 года в улусе Амар-Гол (на территории современного Тункинского района Бурятии).
Работала учительницей в школе родного района, затем училась в Бурятском музыкально-театральном училище, после которого начала работать в Бурятском драматическом театре, где с успехом дебютировала в роли Мирандолины в «Хозяйке гостиницы» К. Гольдони. В период подготовки к Первой декаде Бурят-Монгольского искусства в Москве в 1940 году раскрылся и был востребован уже другой — певческий талант. Награждена медалью «За трудовое отличие» (31.10.1940 — за выдающиеся заслуги в деле развития Бурят-Монгольского театрального и музыкального искусства).
Во время Великой Отечественной войны в составе концертной бригады артистов Бурятии выступала в госпиталях для раненых, перед бойцами на передовой 2-го Белорусского фронта. Также она выступала перед советскими бойцами в Маньчжурии после разгрома Квантунской армии Японии в августе 1945 года.
Училась в Ленинградской консерватории имени Н. А. Римского-Корсакова в классе профессора Ольги Мшанской. Окончила учебу в консерватории в 1954 году.
Далее служила в Бурятском театре оперы и балета имени Гомбожапа Цыденжапова.
После успешного выступления в 1959 года на второй декаде Бурятской литературы и искусства в Москве Лыгденовой было присвоено звание заслуженной артистки РСФСР.
После выхода на пенсию преподавала на вокальном факультете Улан-Удэнского музыкального училища.
Умерла 6 января 1990 года в Улан-Удэ.

## Семья
- Муж ― Лхасаран Линховоин (1924―1980) — оперный певец, Народный артист СССР[4]
- Дочь ― Дарима Линховоин (род. 1951) — концертмейстер, Народная артистка России.
- Дочь — Янжима Лхасарановна Линховоин — врач-стоматолог, заслуженный врач Республики Бурятия.

## Репертуар
- Любаша («Царская невеста» Н. Римского-Корсакова)
- Азучена («Трубадур» Дж. Верди)
- Берта («Севильский цирюльник» Дж. Россини)
- Бумбэр («Проделки дядюшки Моргона» Б. Ямпилова)
- Гапуся («Свадьба в Малиновке» Б. Александрова)
- Сарюун («Побратимы» Д. Аюшеева и Б. Майзеля),
- Санжит («Братья» Д. Аюшеева),
- Жена («Чудесный клад» Б. Ямпилова),
- Любовь («Мазепа» П. Чайковского),
- Няня («Демон» А. Рубинштейна),
- Авра («Юдифь» А. Серова),
- Лель («Снегурочка» Н. Римского-Корсакова),
- Мария («Борис Годунов» М. Мусоргского),
- Настя («Тарас Бульба» Н. Лысенко),
- Аксинья («В бурю» Т. Хренникова),
- Ирина («Судьба человека» И. Дзержинского),
- Дуэнья («Обручение в монастыре» С. Прокофьева),
- Мельничиха («Анна Снегина» А. Холминова),
- Ван («Дитя радости» К. Корчмарева),
- Шаманова («Таня» Г. Крейтнера),
- Зибель («Фауст» Ш. Гуно) и другие.